# 圣王路易圣母升天圣殿 (卡托维兹)

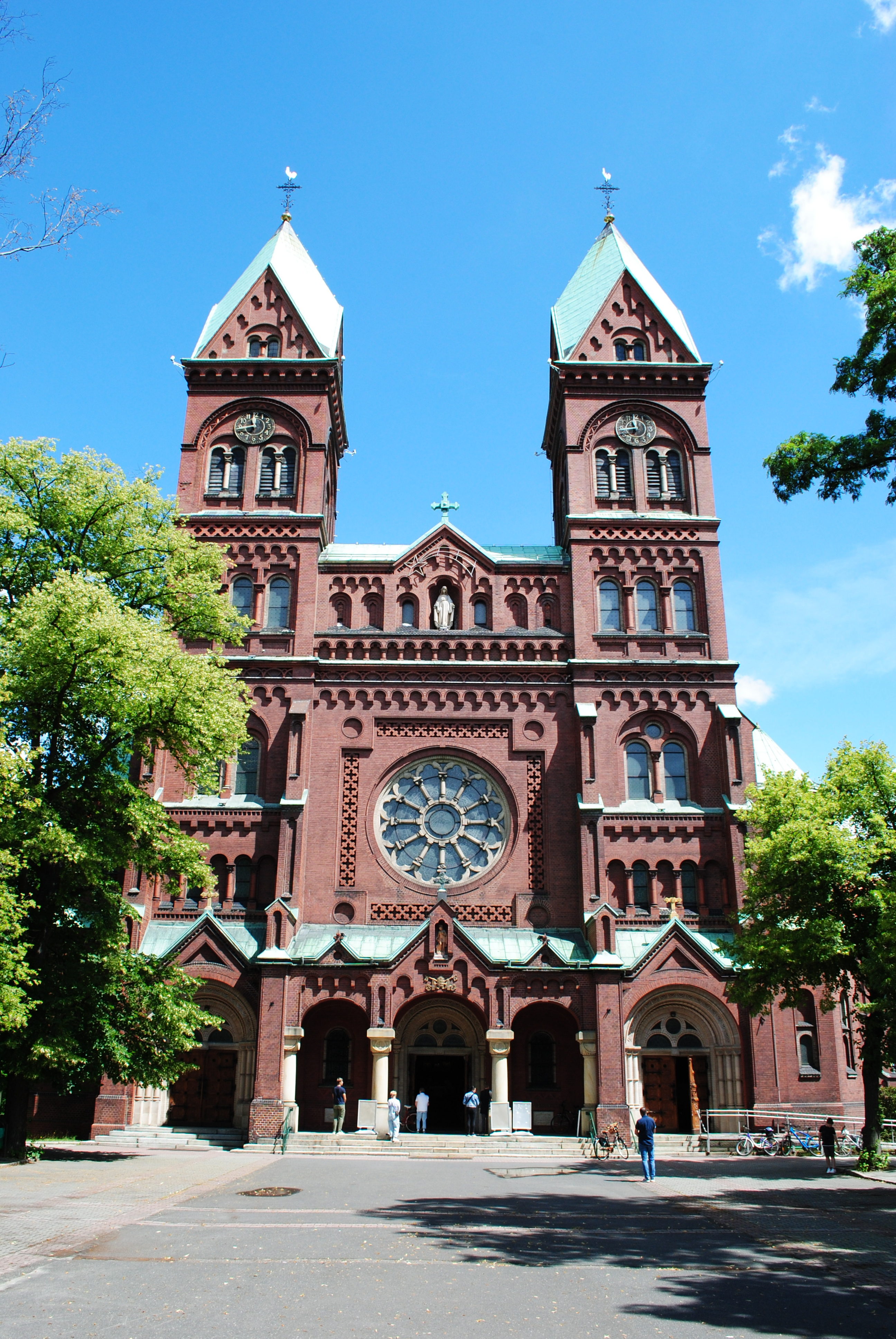

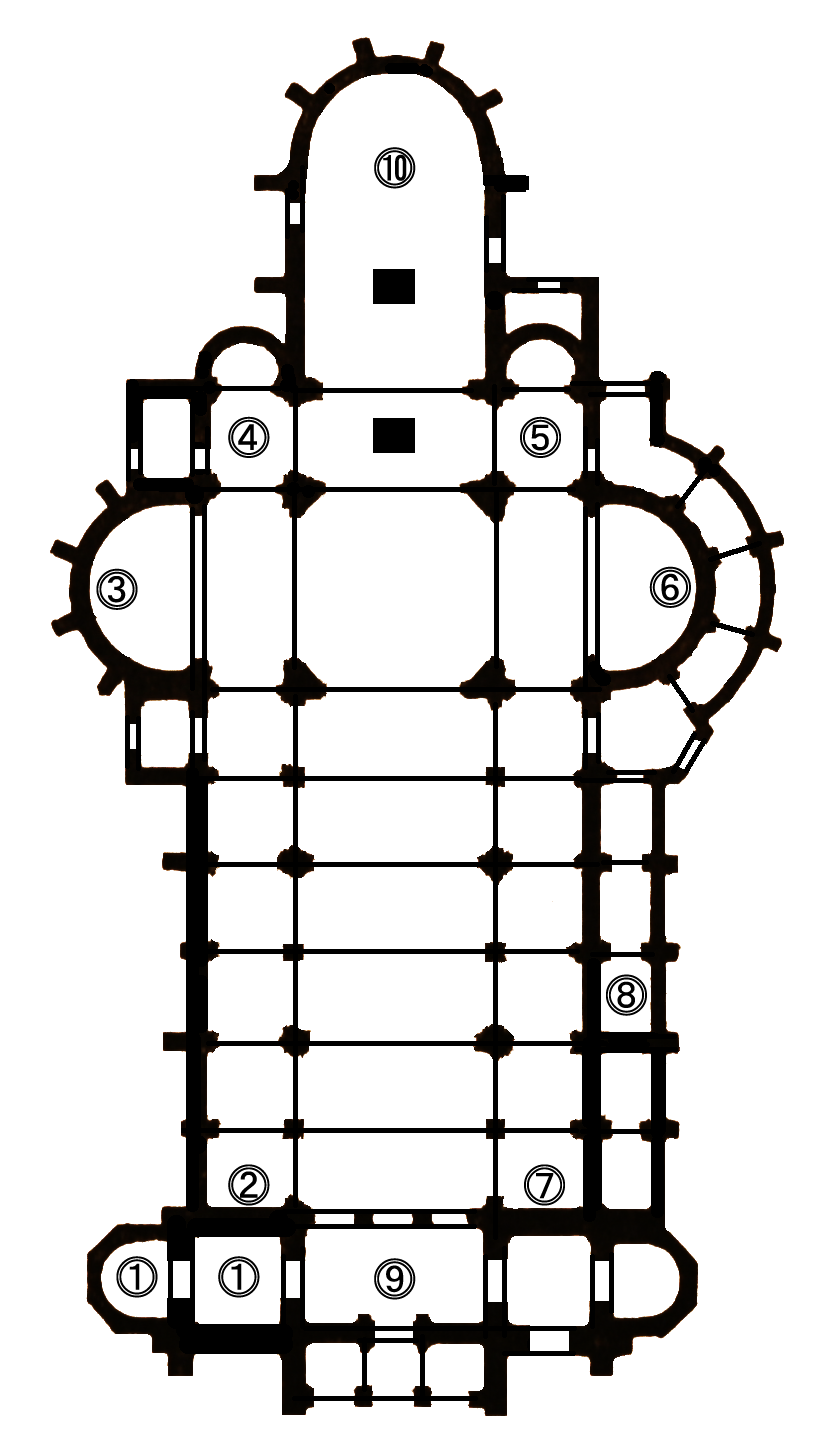
1. Kaplica Najświętszego Sakramentu
2. Ołtarz św. Barbary
3. Ołtarz św. Franciszka z Asyżu
4. Kaplica świętych Romana
i Ptolemeusza z Nepi
5. Kaplica NMP Częstochowskiej
6. Ołtarz św. Antoniego z Padwy
7. Ołtarz NMP Bolesnej – Pietà
8. Kaplica NMP Fatimskiej
9. Kruchta pod chórem organowym
10. Chór zakonny ze stallami

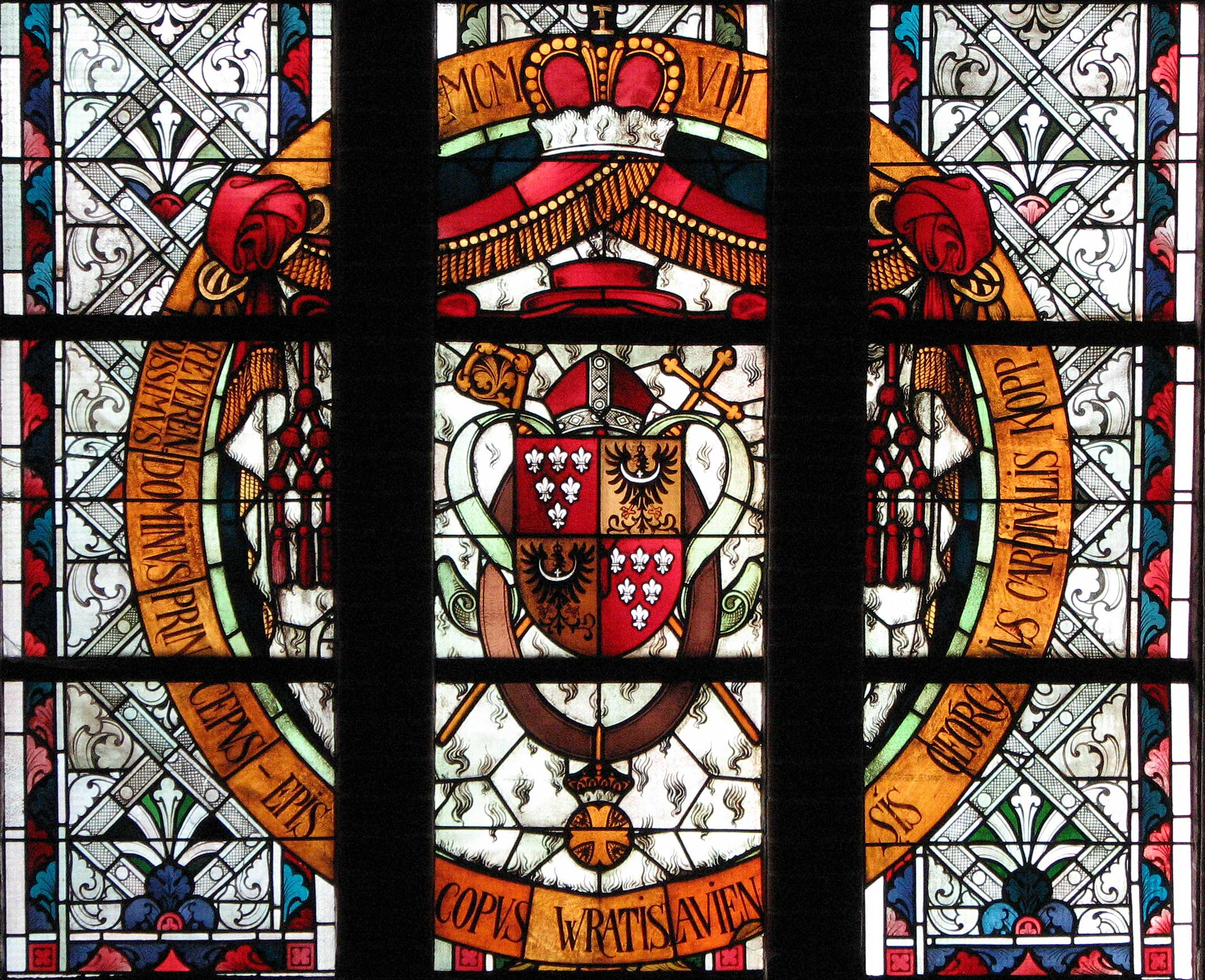
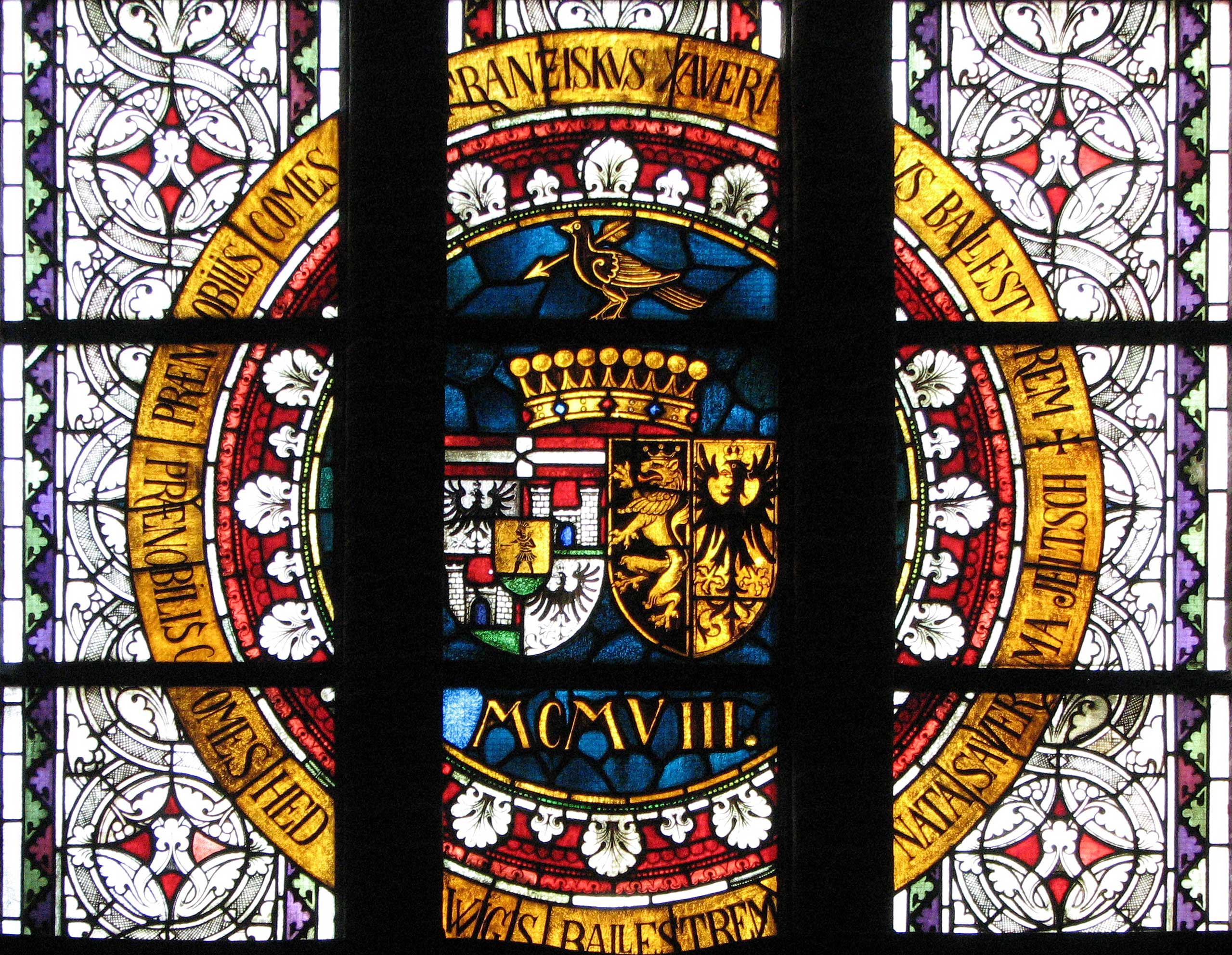
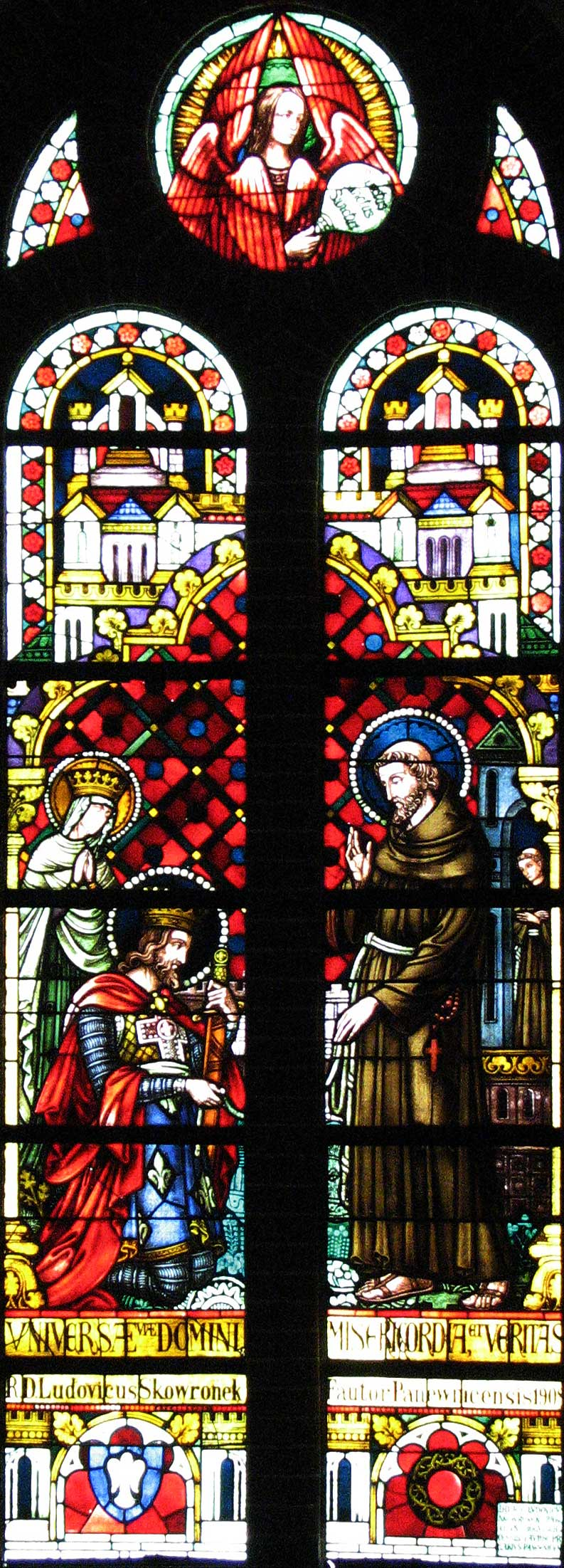
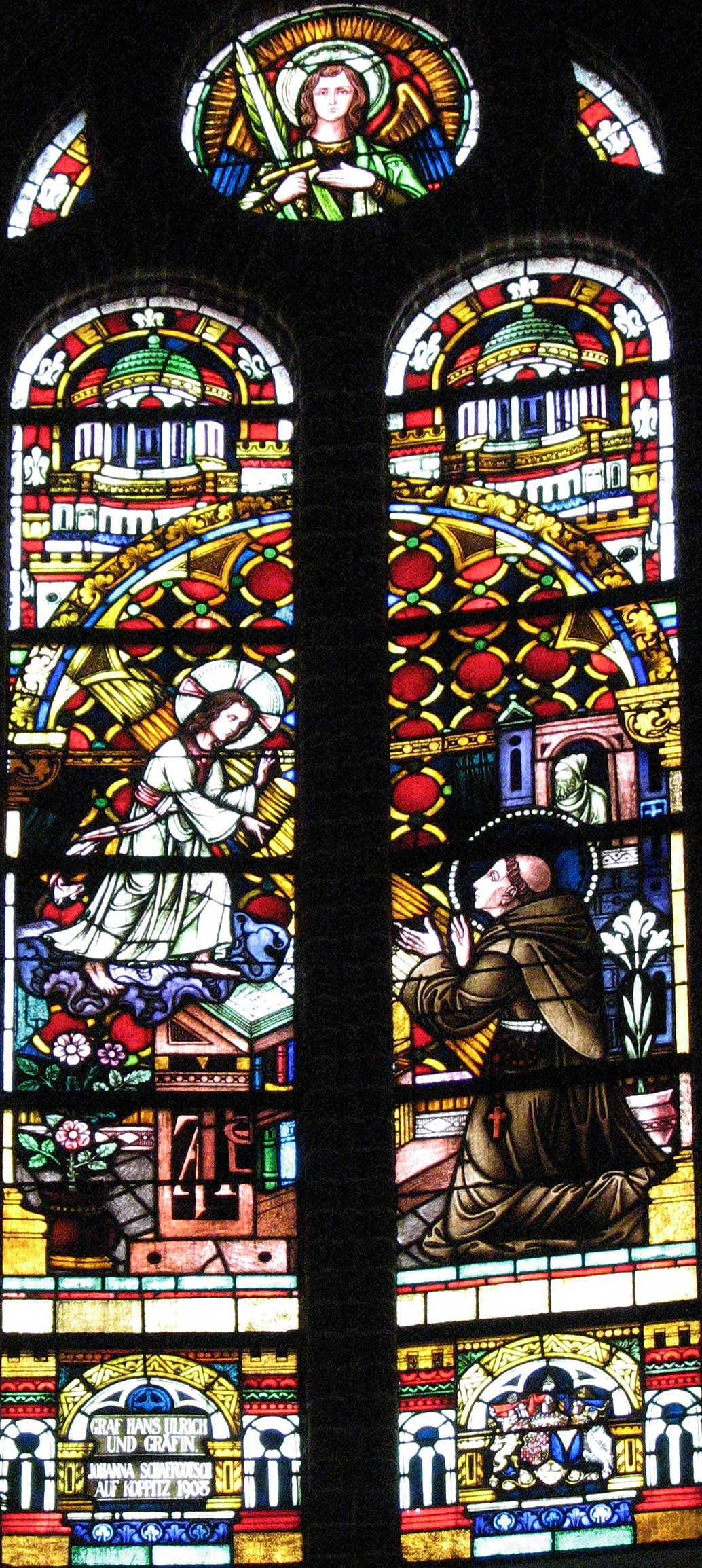
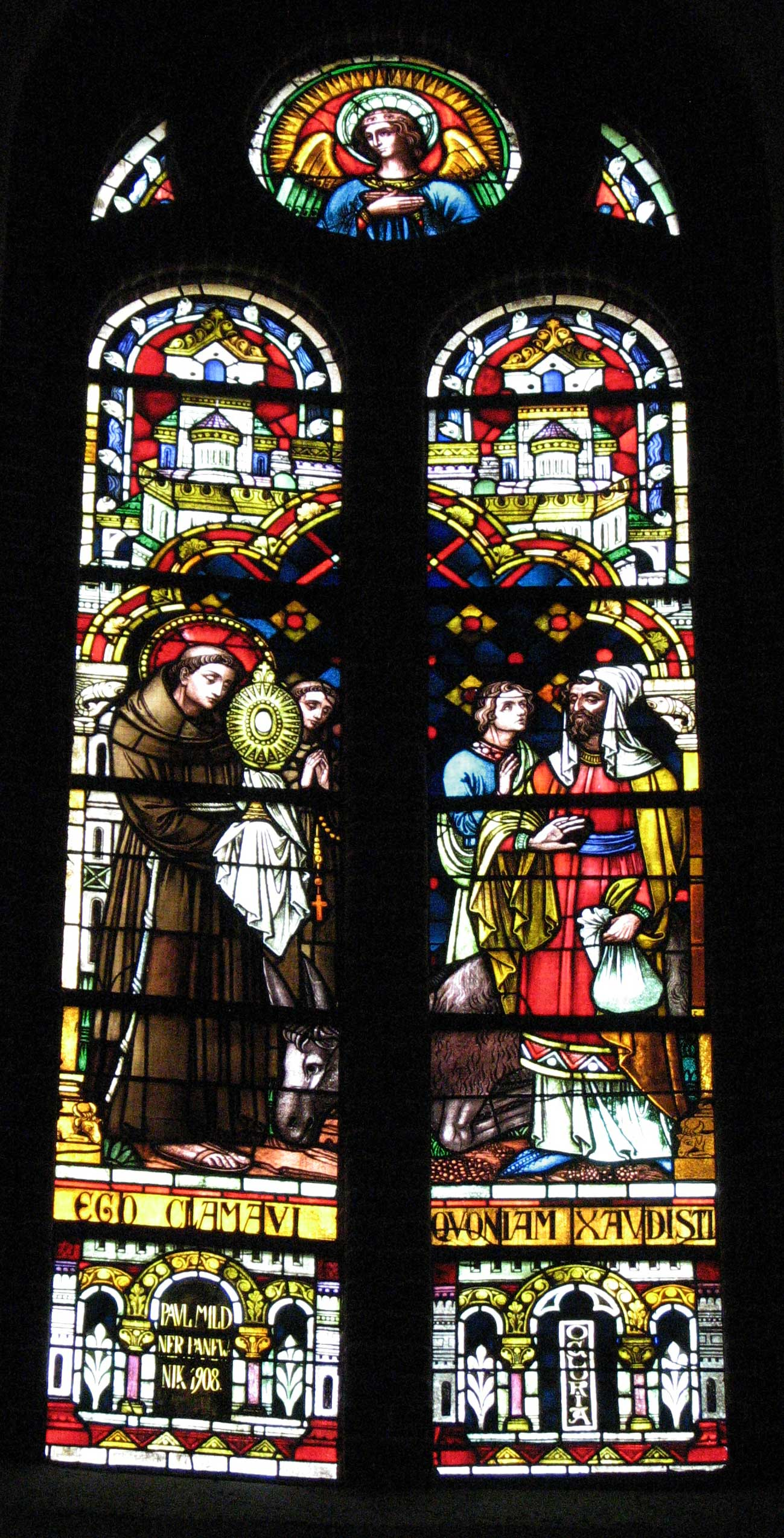
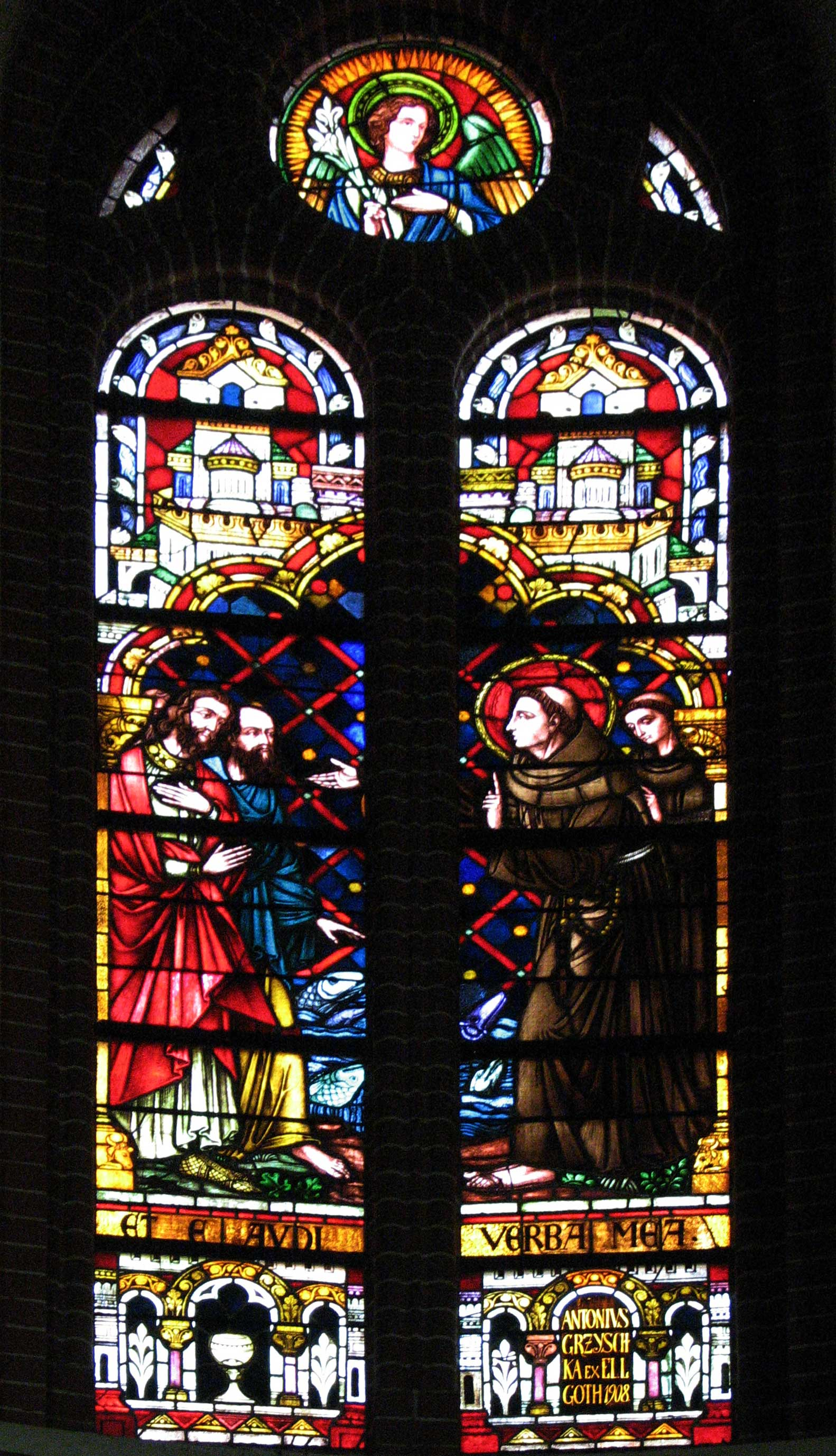
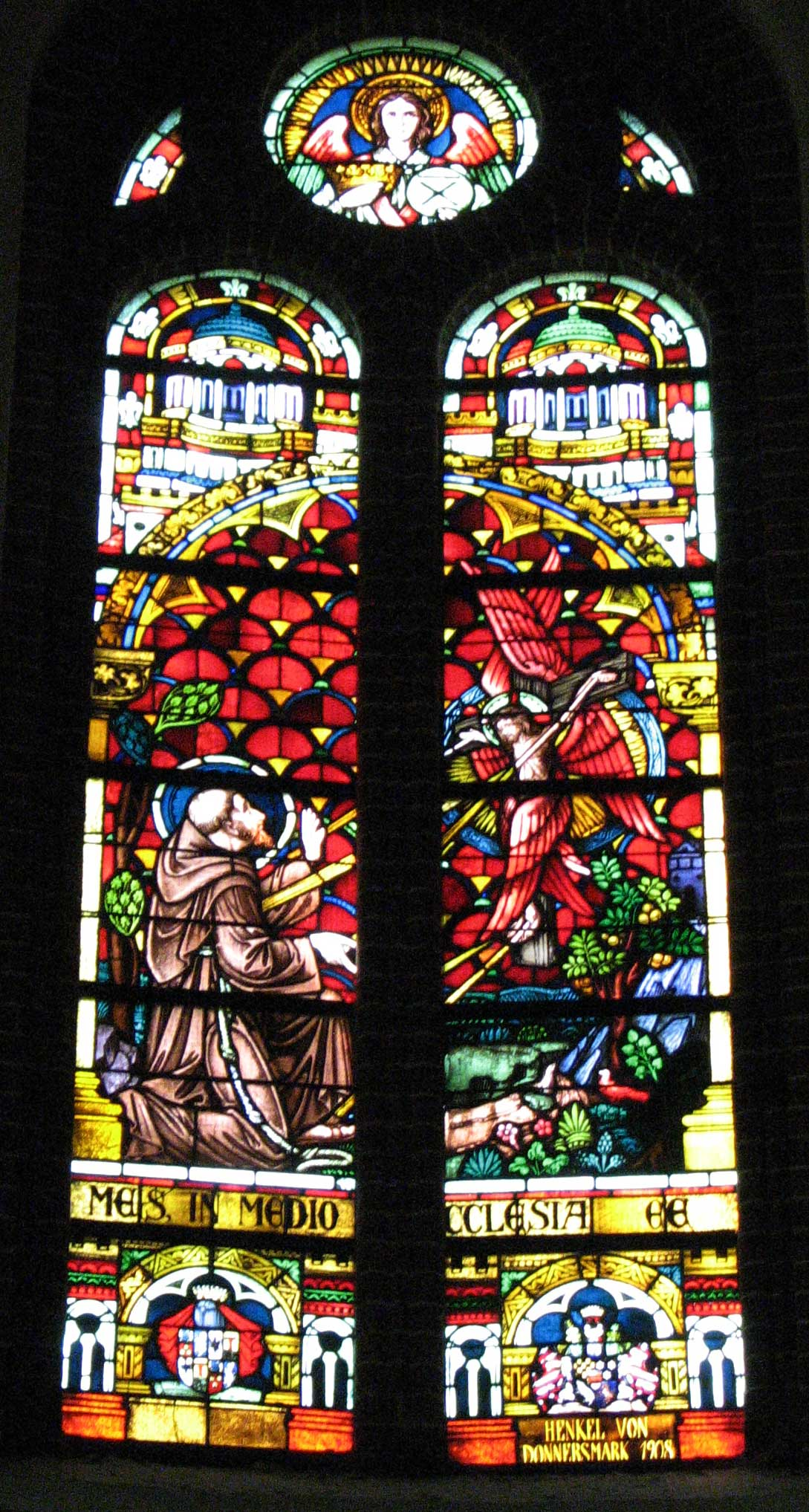
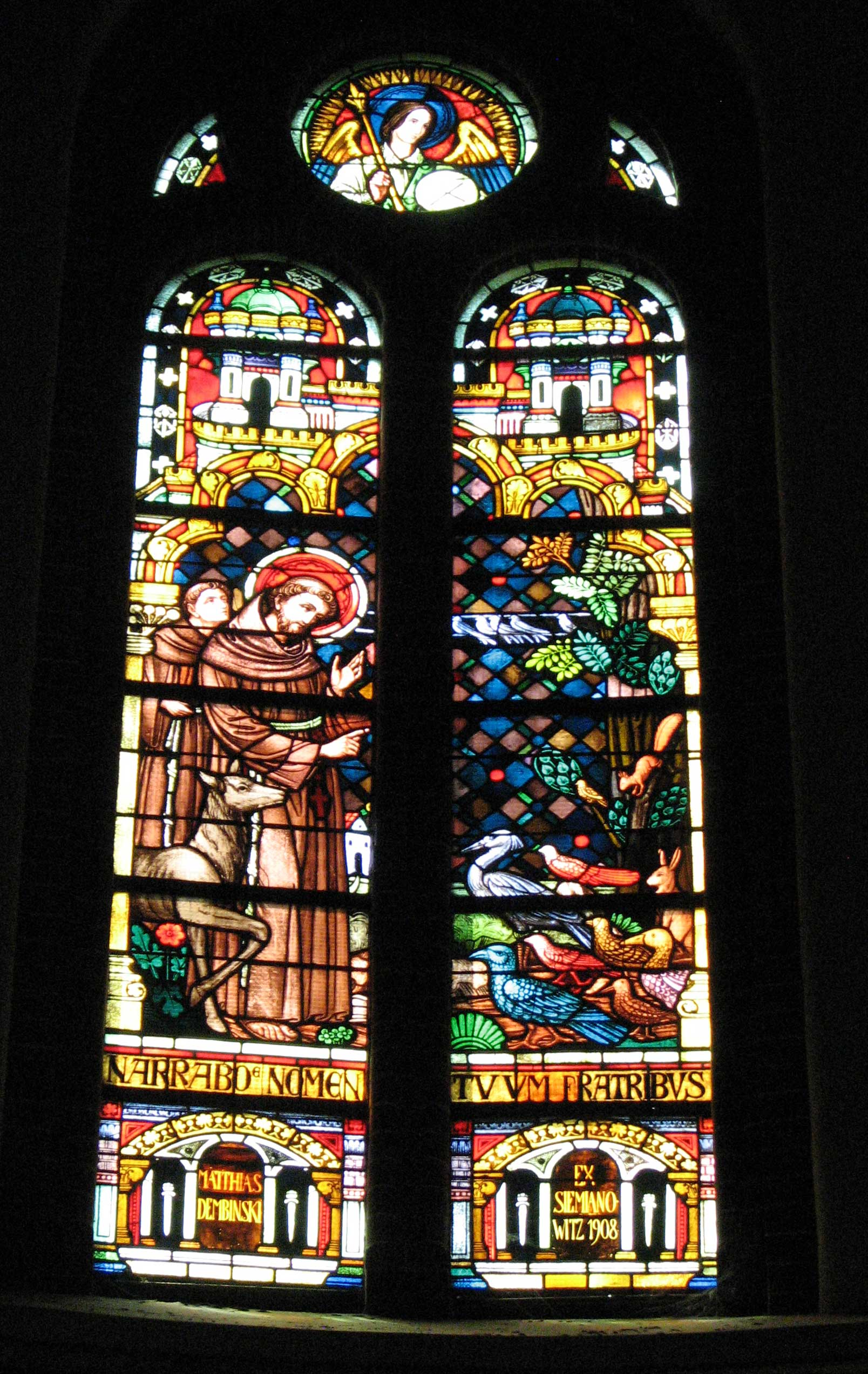
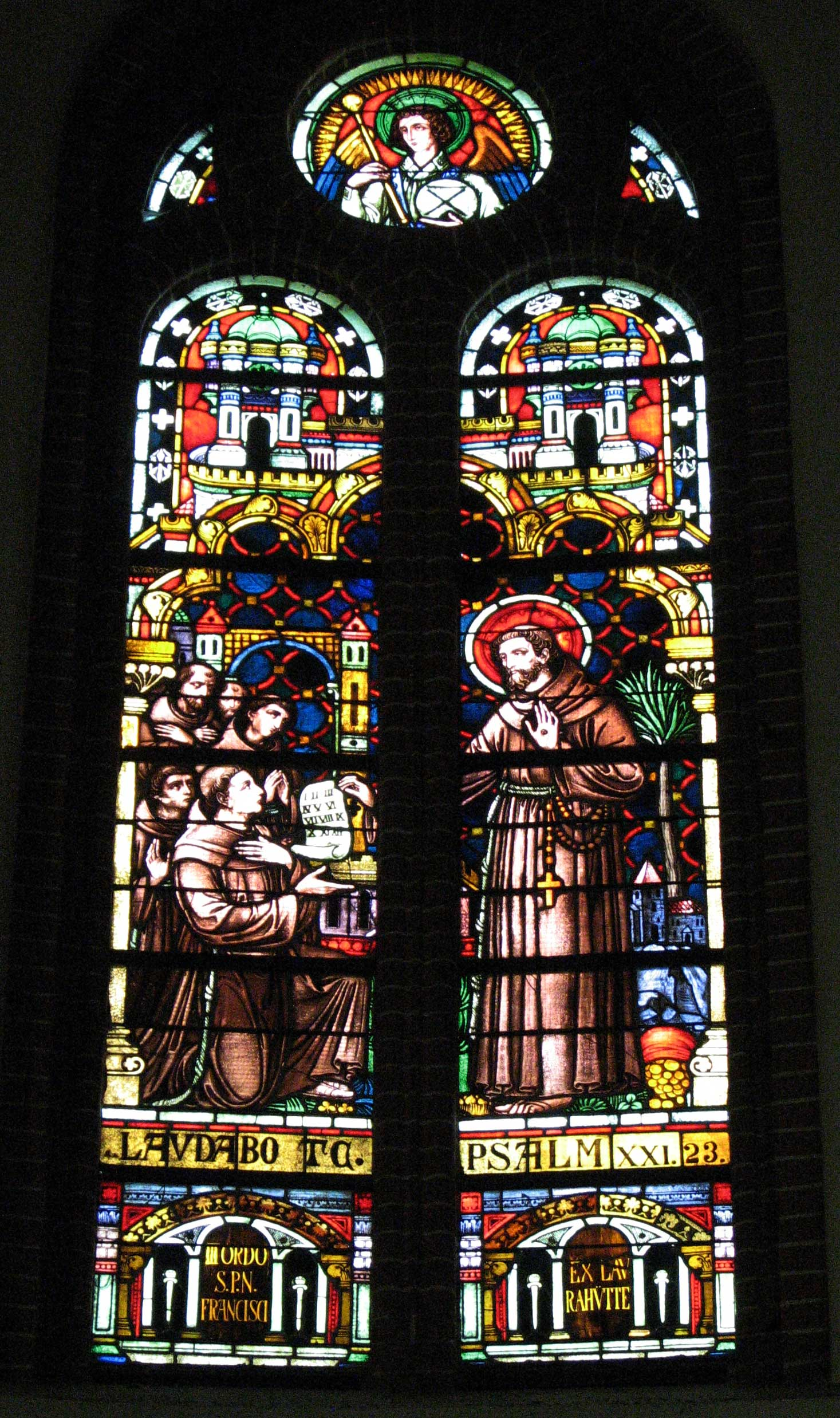
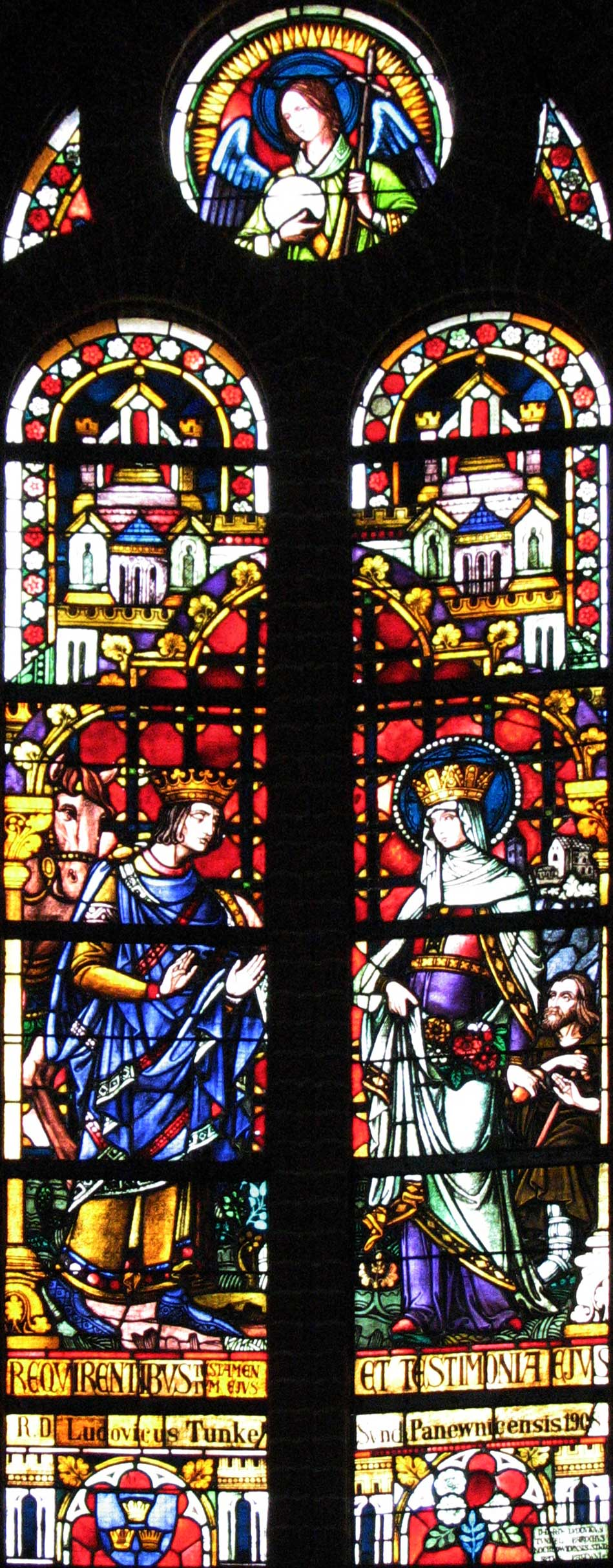
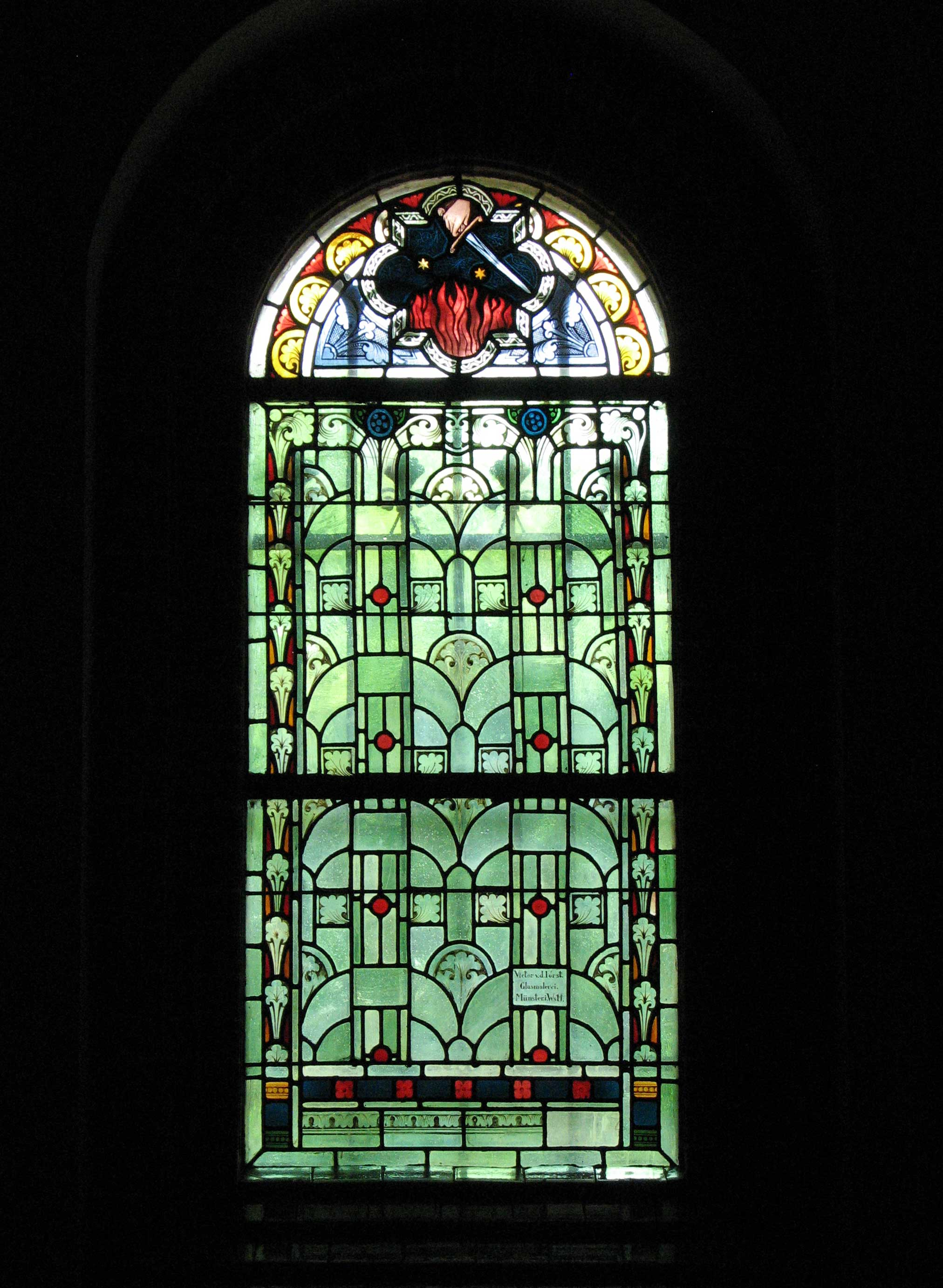
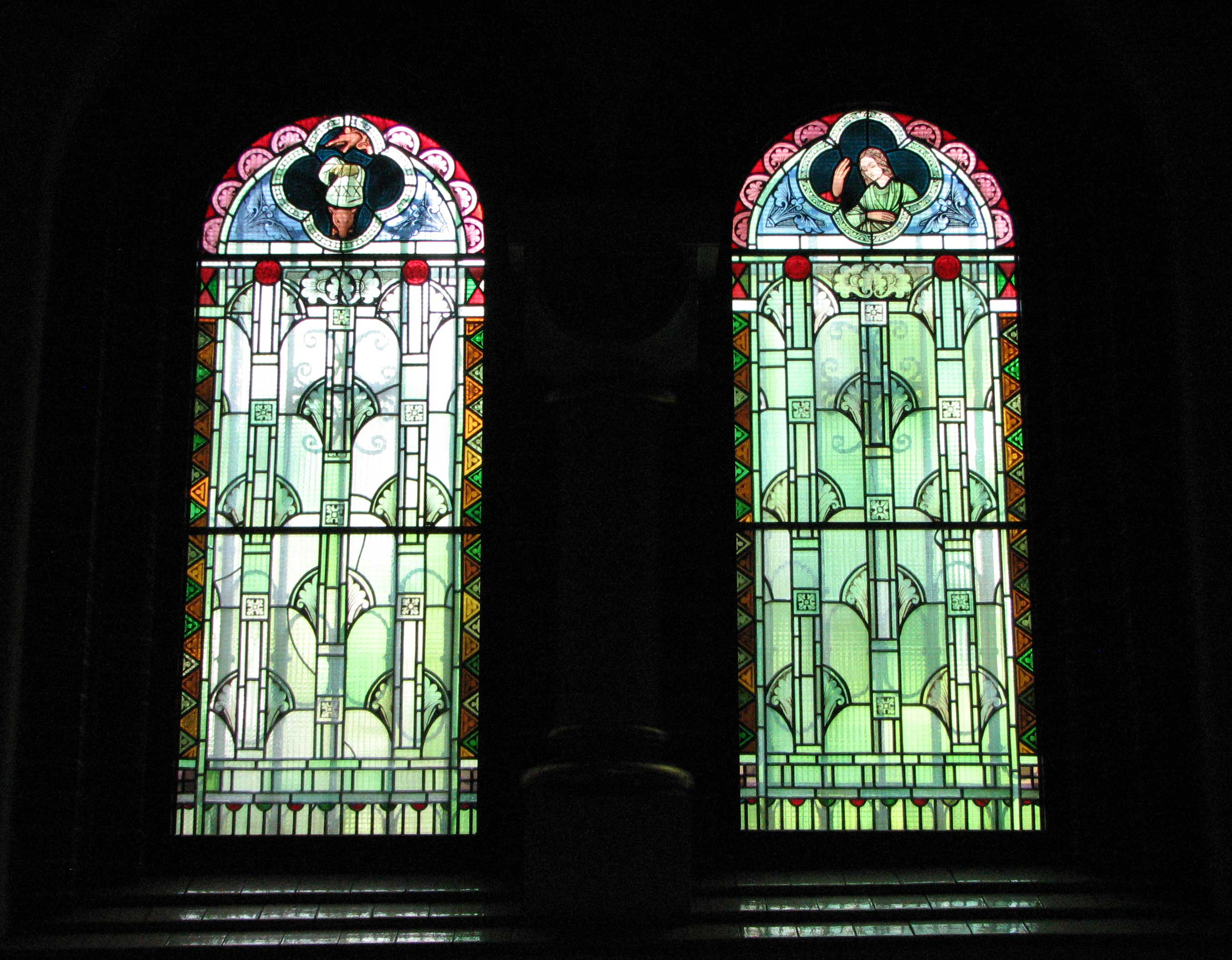
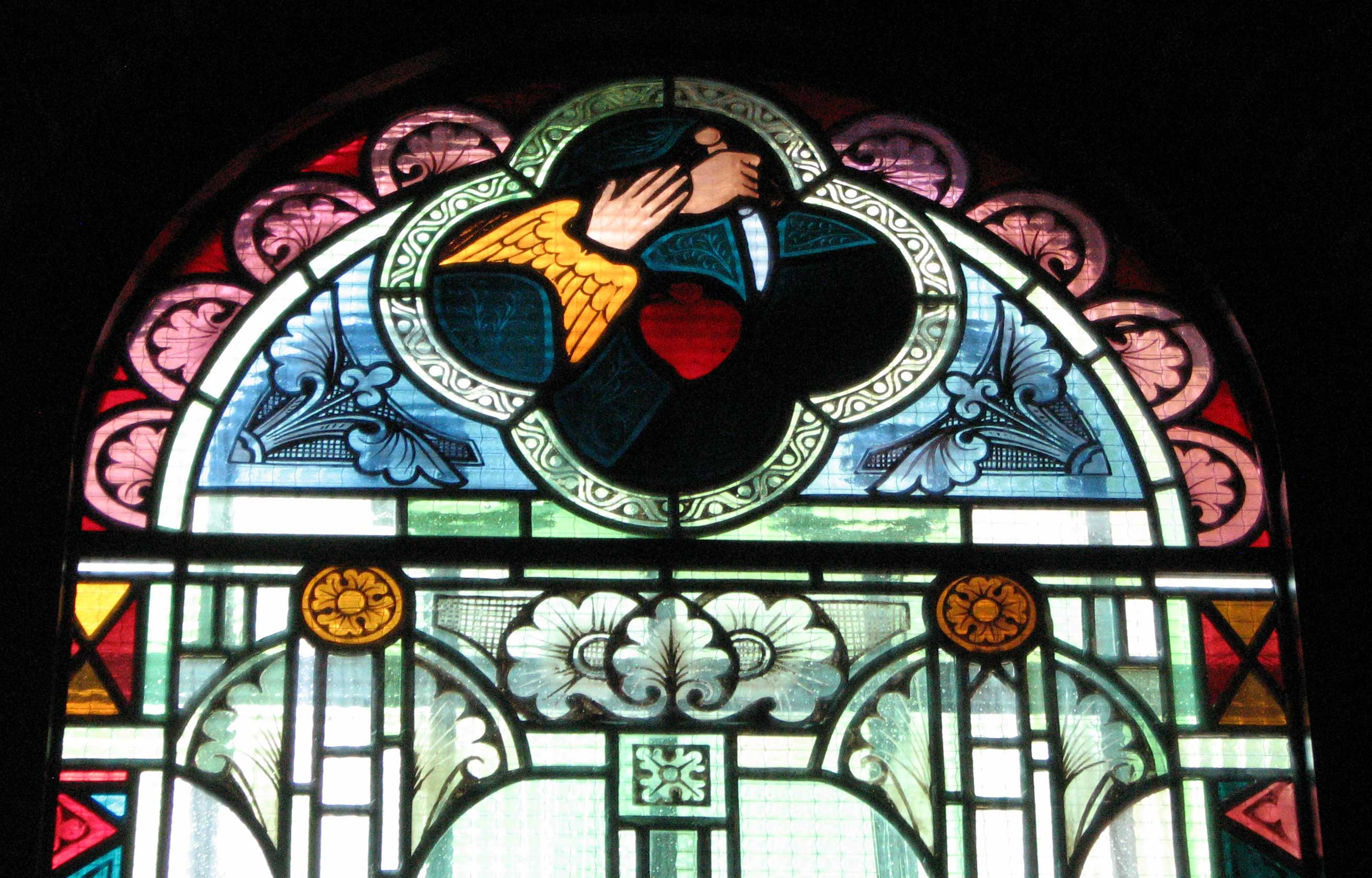
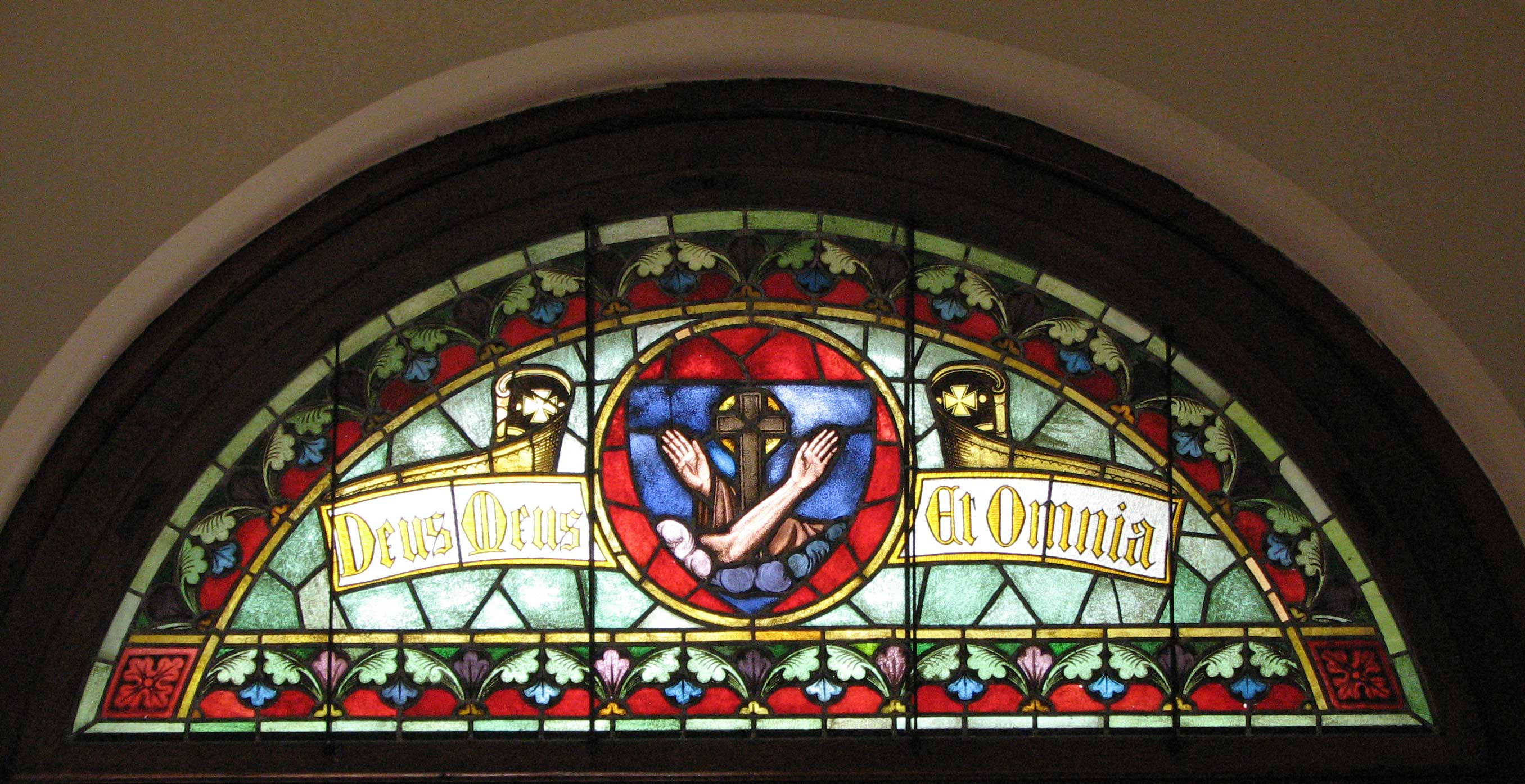
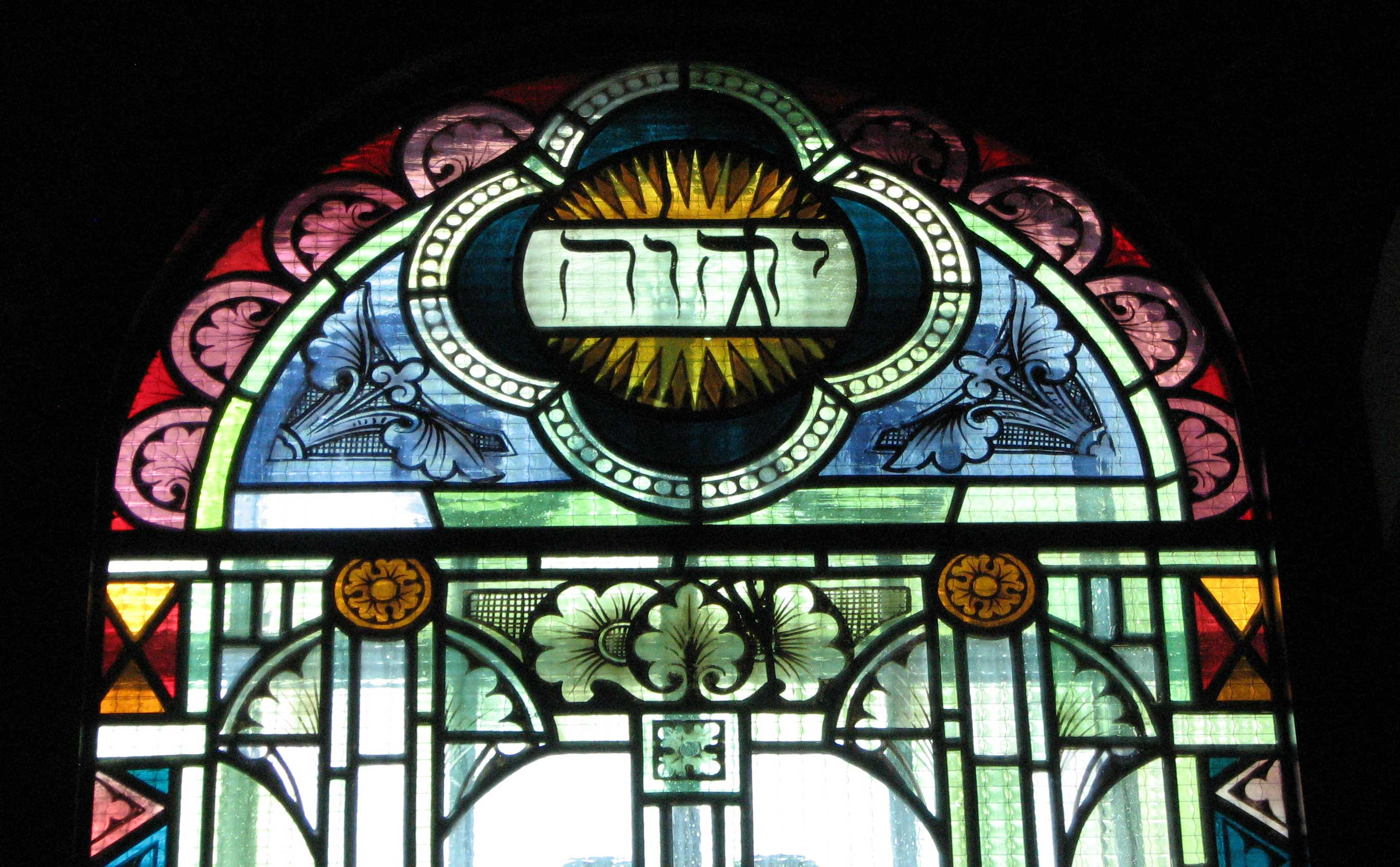

圣王路易圣母升天圣殿（Bazylika św. Ludwika Króla i Wniebowzięcia Najświętszej Maryi Panny）是一座罗马天主教次级宗座圣殿、修道院和堂区教堂，位于波兰西里西亚省卡托维兹。从20世纪初开始，修道院因每年圣诞节布置耶稣诞生场景，以及相邻的纪念耶穌受難的加略山，而成为朝圣中心。该堂区由方济各会卡托维茨圣母圣母升天会省管理。教堂为砖砌罗曼复兴式建筑，建筑师曼苏埃特斯·弗洛姆，建于1905-1908年，1908年7月19日祝圣。1973年2月19日，方济会修道院建筑群公布为波兰文物古迹。1974年11月12日由教宗保禄六世升格为次级宗座圣殿。

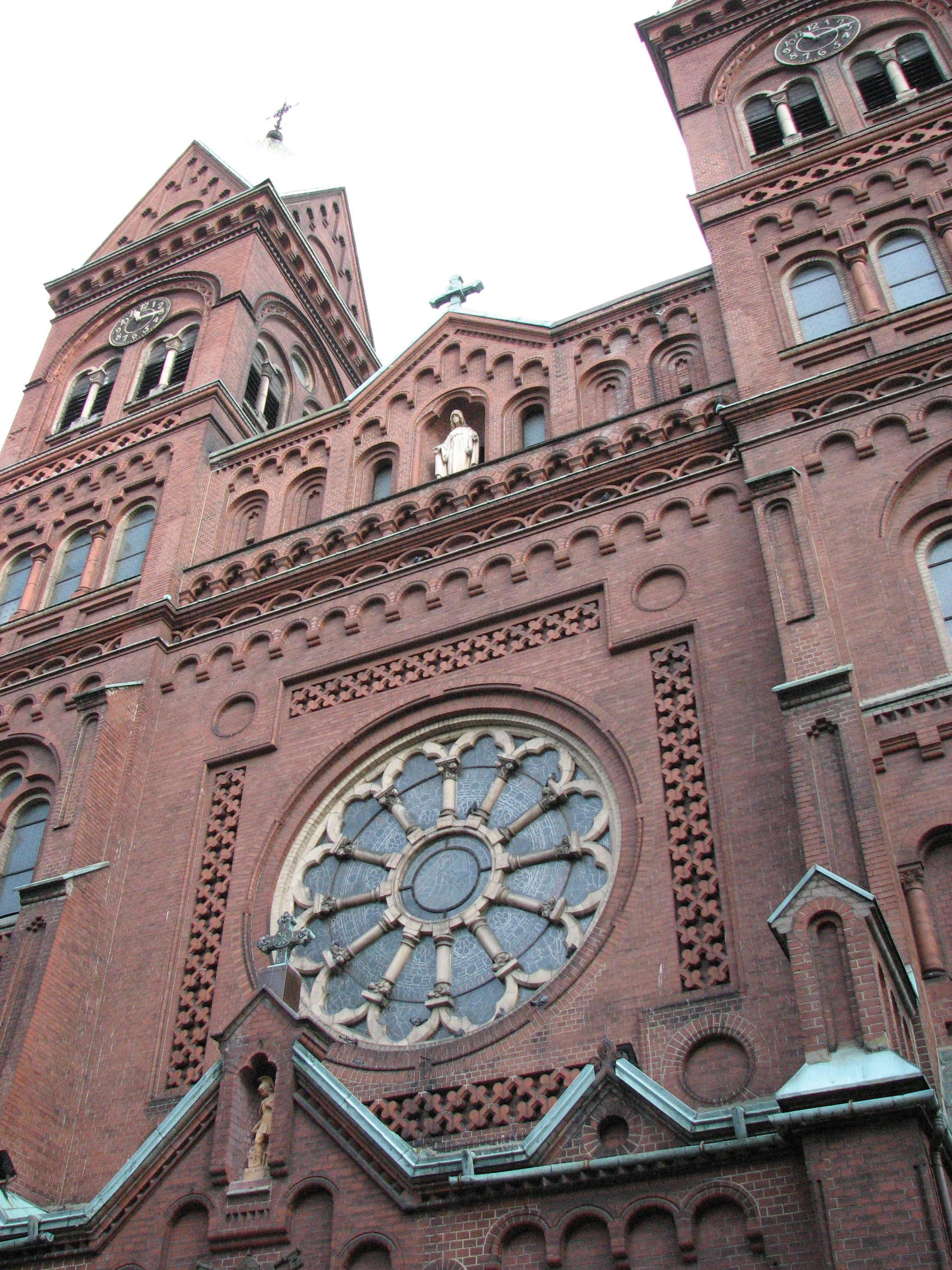
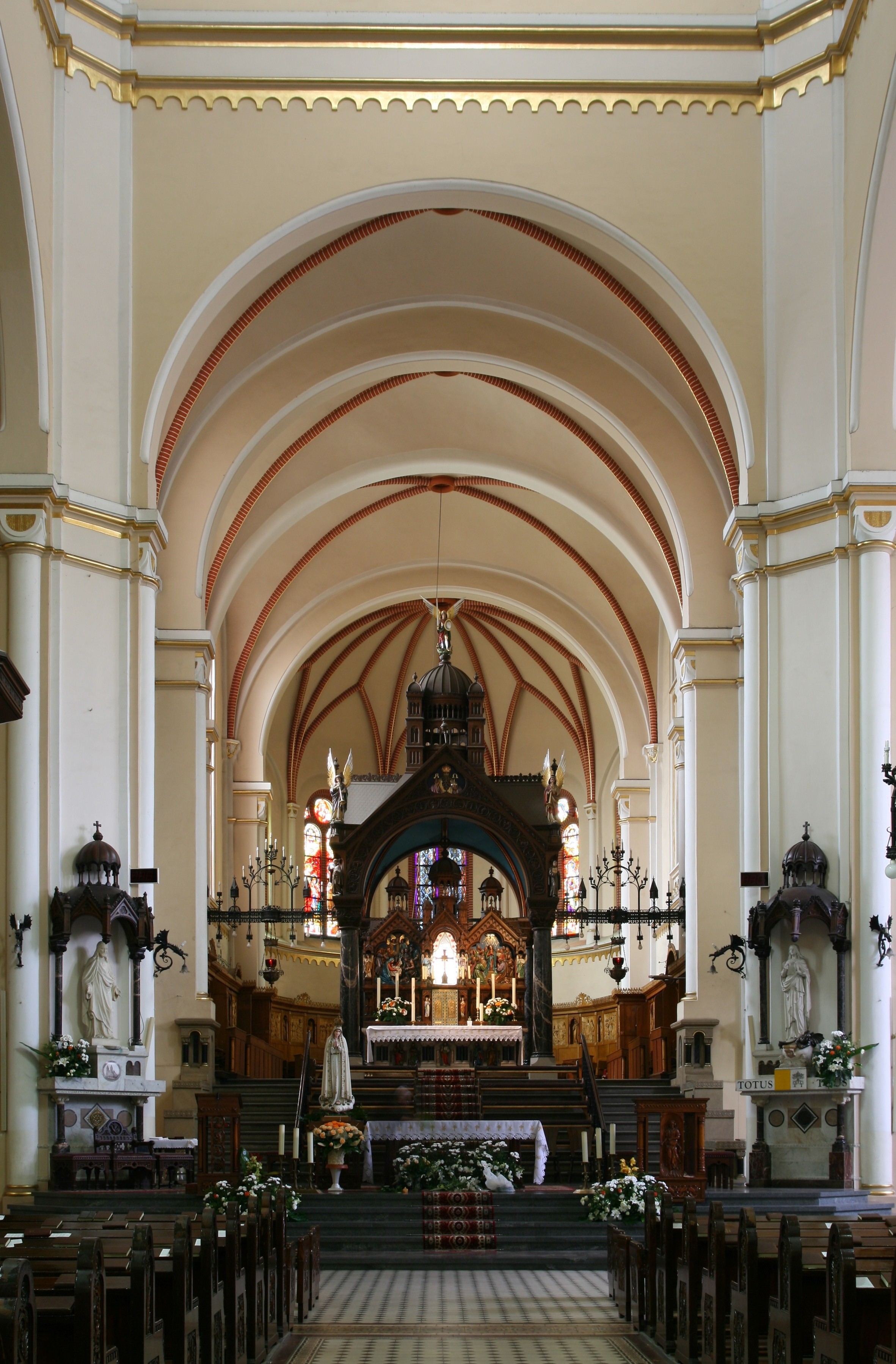
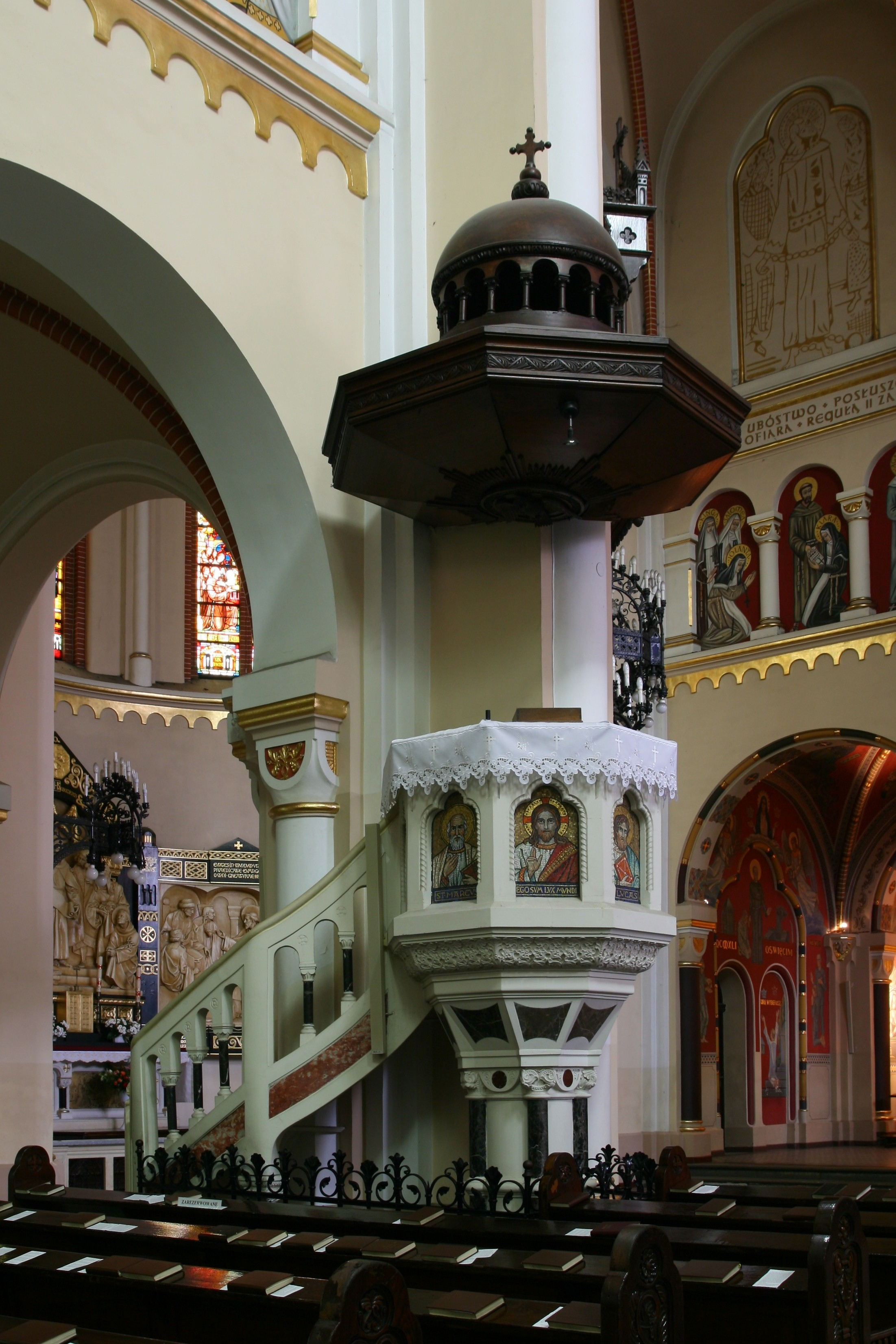
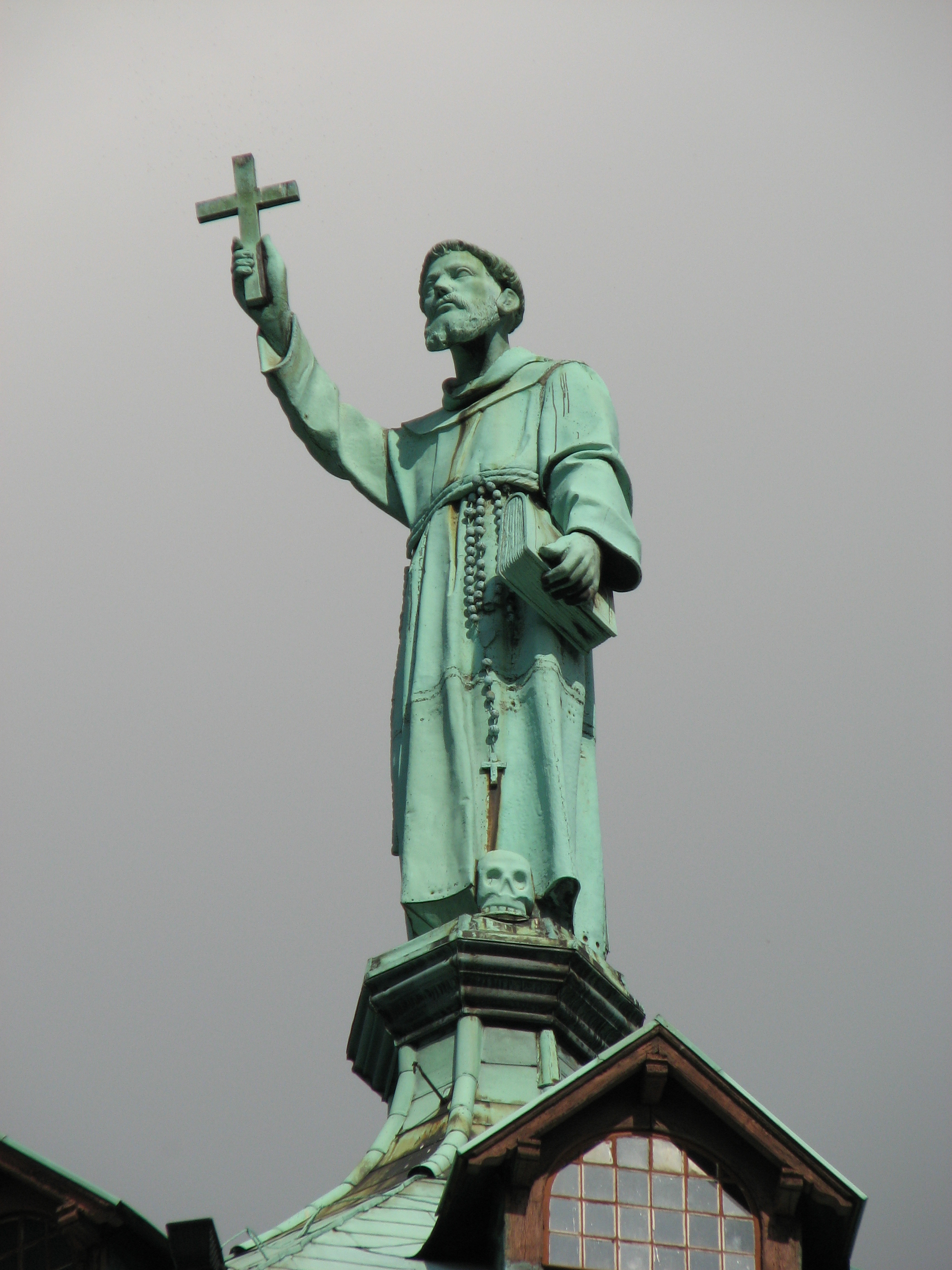
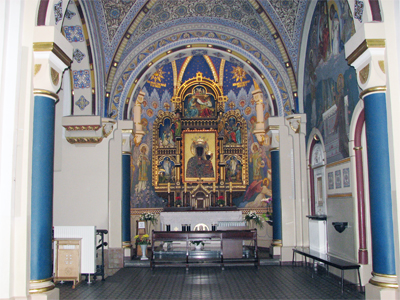
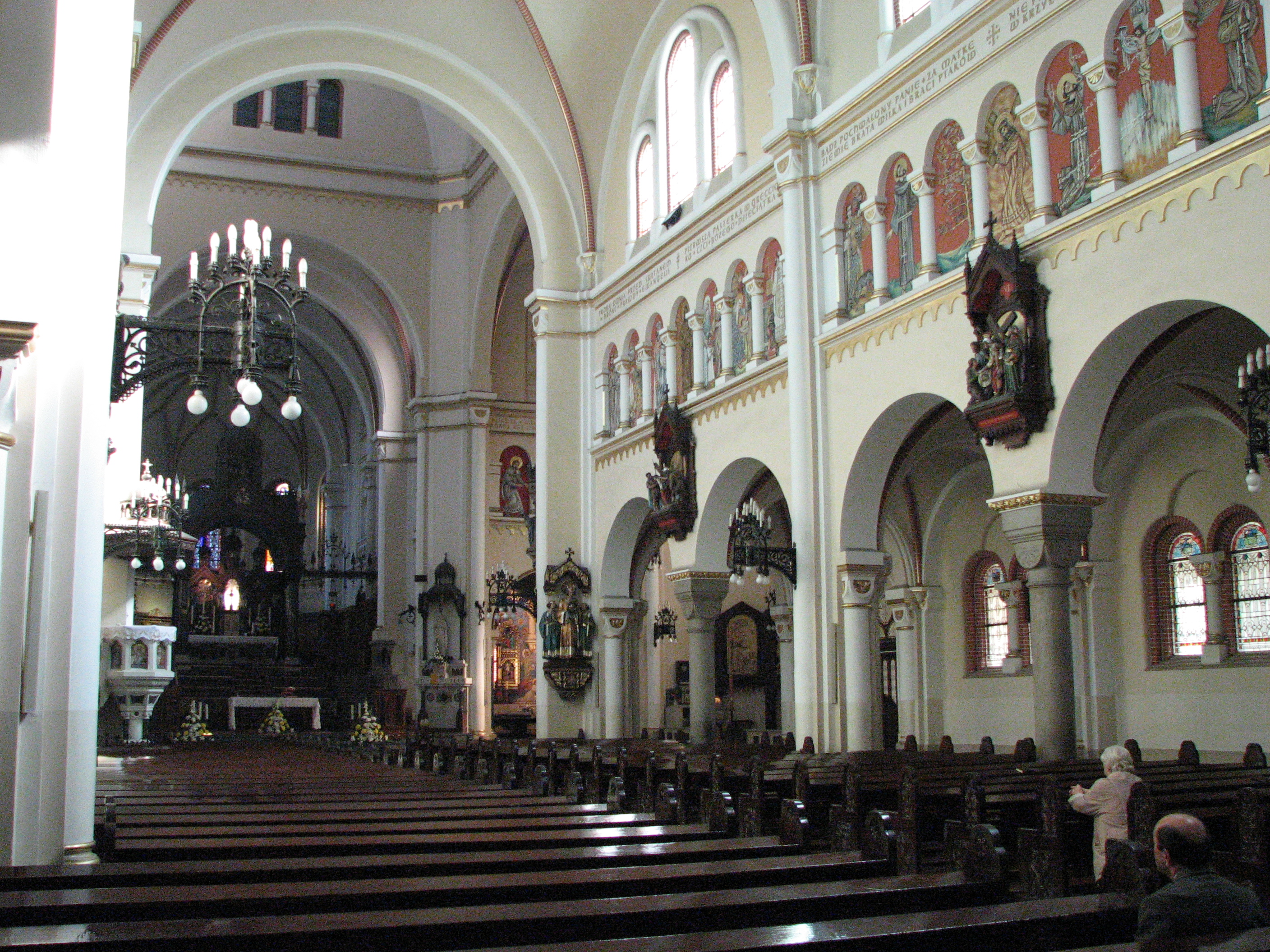
Nawa główna
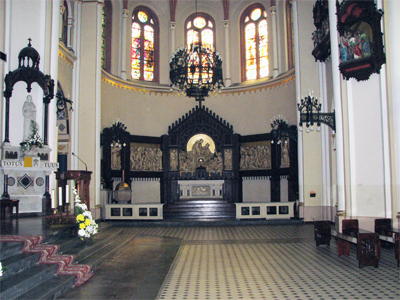
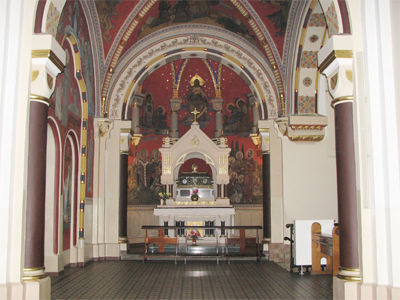
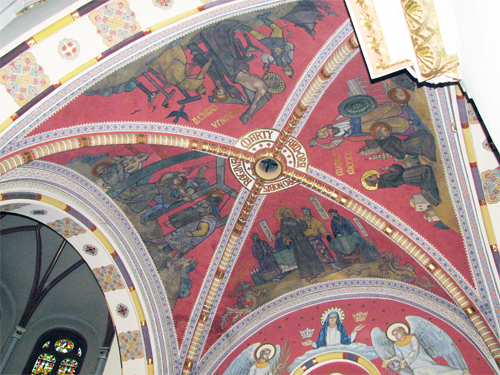
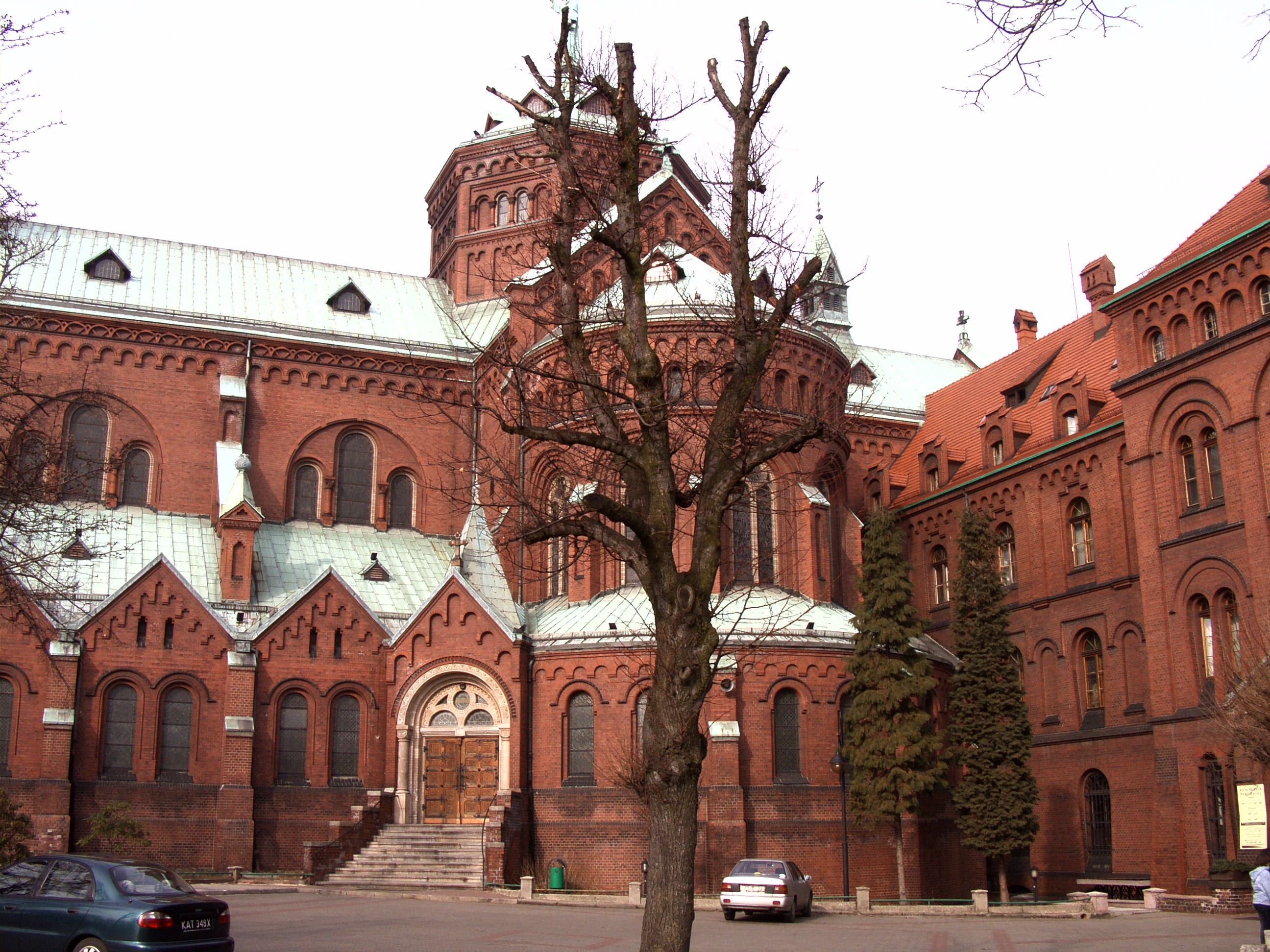